# Електронне місто

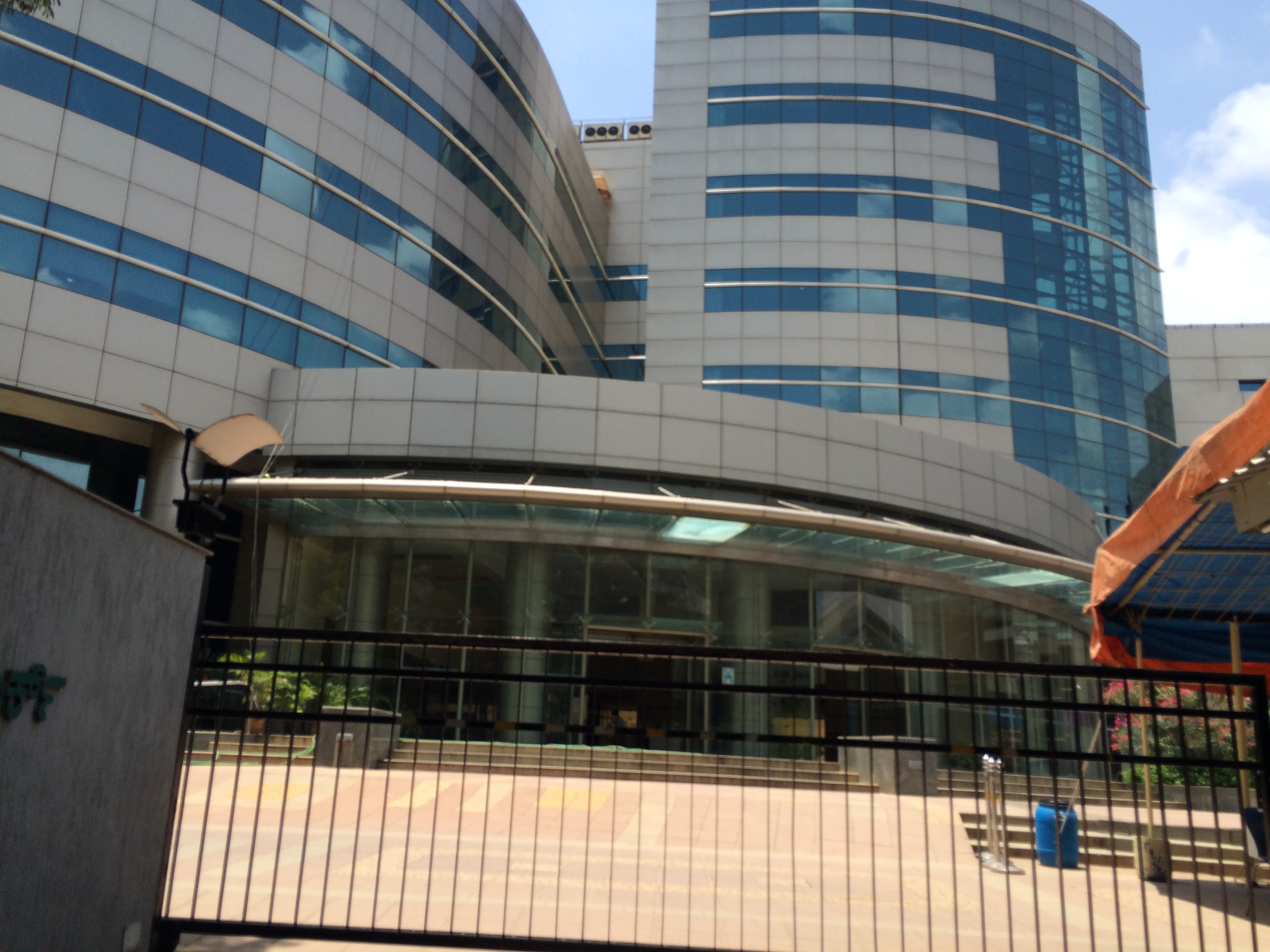
Bengaluru, Karnataka, Індія

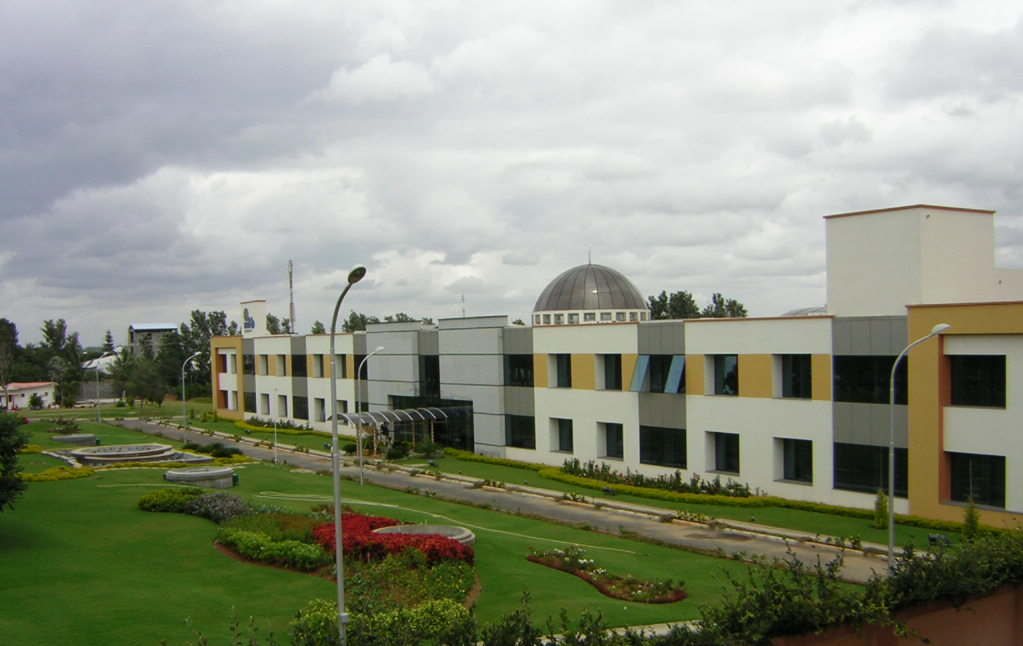
універститське містечко Міжнародного інституту інформаційних технологій

Електро́нне мі́сто (англ. Electronic City) — електронний технопарк біля Бангалору, Індія.
В технопарку знаходяться понад 100 ІТ компаній, що наймають понад 30000 робітників. 
Рем Крішна Беліга (Ram Krishna Baliga) (1929—1988) вважається батьком цього проекту, бачення Бангалору як Кремнієвої долини Індії з'явилось у нього на початку 1970-их, і було зустріте із скептицизмом. Проте у 1976 році його підтримав прем'єр міністр штату Карнатака, призначивши його головою Державної корпорації електронного розвитку Карнатаки (Karnataka State Electronics Development Corporation, Keonics). У 1978 Keonics розбила Електронне місто на 130 гектарах біля Бангалору. Спочатку там розмістилися декілька компаній. Розвиток Електронного міста значно прискорився із лібералізацією економіки Індії на початку 1990-их і став прикладом для подібних центрів у багатьох інших містах Індії.
Відповідно до прогнозу NASSCOM - McKinsey у 2008 році частка IT в експорті Індії складатиме 35%.

## Компанії
Деякі компанії, що розташовані в Електронному місті:
1. 3M India
2. Bharat Heavy Electricals Limited
3. Biocon
4. C-DOT
5. CGI Group
6. Fanuc India
7. General Electric
8. GE Fanuc Systems
9. HCL Technologies
10. Hewlett-Packard
11. Hinduja Global Solutions Limited
12. Infosys Technologies Limited
13. Mahindra Satyam
14. Patni Computer Systems
15. Siemens Information Systems Limited
16. STPI
17. Tata Consultancy Services
18. Timken India Limited
19. Wipro
20. Yokogawa

Перелік з близько 120 компаній знаходиться на порталі ECity Bangalore [Архівовано 30 травня 2010 у Wayback Machine.]